# Residuum (Funktionentheorie)
In der Funktionentheorie ist das Residuum einer komplexwertigen Funktion ein Hilfsmittel zur Berechnung von komplexen Kurvenintegralen mit Hilfe des Residuensatzes.

## Definition

### Komplexe Gebiete
Sei {\displaystyle D\subseteq \mathbb {C} } ein Gebiet, {\displaystyle D_{f}} isoliert in {\displaystyle D} und {\displaystyle f\colon D\setminus D_{f}\to \mathbb {C} } holomorph. Dann existiert zu jedem Punkt {\displaystyle a\in D_{f}} eine punktierte Umgebung {\displaystyle U:=U_{r}(a)\setminus \{a\}\subset D}, die relativ kompakt in {\displaystyle D} liegt, mit {\displaystyle f|_{U}} holomorph. 
In diesem Fall besitzt {\displaystyle f} auf {\displaystyle U} eine Laurententwicklung {\displaystyle \textstyle f|_{U}(z)=\sum \limits _{n=-\infty }^{\infty }c_{n}(z-a)^{n}}.
Dann erhält man das Residuum von {\displaystyle f} in {\displaystyle a} als Koeffizienten der Laurent-Reihe
{\displaystyle \operatorname {Res} _{a}(f):=c_{-1}.}
Wenn {\displaystyle a} ein Pol erster Ordnung ist, dann ist
{\displaystyle \operatorname {Res} _{a}(f)=\lim _{z\to a}(z-a)f(z).}
Wenn {\displaystyle a} ein Pol n-ter Ordnung ist, dann ist
{\displaystyle \operatorname {Res} _{a}(f)={\frac {1}{(n-1)!}}\lim _{z\to a}{\frac {d^{n-1}}{dz^{n-1}}}\left((z-a)^{n}f(z)\right).}
Aus dem Residuensatz folgt, dass man das Residuum als
{\displaystyle \operatorname {Res} _{a}(f)={\frac {1}{2\pi \mathrm {i} }}\oint \limits _{\partial U}f(z)dz}
berechnen kann.

### Riemannsche Zahlenkugel
Die obige Definition kann man auch auf die Riemannsche Zahlenkugel {\displaystyle \mathbb {P} _{1}=\mathbb {C} \cup \{\infty \}} erweitern. Sei {\displaystyle D_{f}} wieder eine diskrete Menge in {\displaystyle \mathbb {P} _{1}} und {\displaystyle f\colon \mathbb {P} _{1}\setminus D_{f}\to \mathbb {C} } eine holomorphe Funktion. 
Dann ist für alle {\displaystyle a\in D_{f}} mit {\displaystyle a\neq \infty } das Residuum ebenfalls durch die obige Definition erklärt. 
Für {\displaystyle a=\infty \in D_{f}} setzt man
{\displaystyle \operatorname {Res} _{\infty }(f)=-\operatorname {Res} _{0}\left({\frac {1}{z^{2}}}f\left({\frac {1}{z}}\right)\right).}
Wenn
{\displaystyle \lim _{|z|\to \infty }f(z)=0,}
ist, dann kann man das Residuum im Unendlichen durch 
{\displaystyle \operatorname {Res} _{\infty }(f)=-\lim _{|z|\to \infty }z\cdot f(z)}
berechnen. Wenn hingegen
{\displaystyle \lim _{|z|\to \infty }f(z)=c\neq 0,}
ist, dann errechnet sich das Residuum in Unendlich zu
{\displaystyle \operatorname {Res} _{\infty }(f)=\lim _{|z|\to \infty }z^{2}\cdot f'(z).}

## Eigenschaften und Anmerkungen
- Sei {\displaystyle D\subset \mathbb {C} } ein Gebiet und {\displaystyle f\colon D\to \mathbb {C} } eine holomorphe Funktion in {\displaystyle a}. Dann kann der Cauchysche Integralsatz angewendet werden, woraus folgt, dass das Residuum von {\displaystyle f} in {\displaystyle a} null ist.
- An der Integraldarstellung erkennt man, dass man auch vom Residuum der Differentialform {\displaystyle f(z)\mathrm {d} z} sprechen kann.
- Es gilt der Residuensatz.
- Für rationale Funktionen {\displaystyle f:{\hat {\mathbb {C} }}\to {\hat {\mathbb {C} }}} gilt die sogenannte Geschlossenheitsrelation: {\displaystyle \sum _{p(f)}\operatorname {Res} _{p}(f)=0}. Dabei ist {\displaystyle p(f)} die Menge aller Pole von {\displaystyle f} und {\displaystyle {\hat {\mathbb {C} }}=\mathbb {C} \cup \{\infty \}} die Riemannsche Zahlenkugel.

## Praktische Berechnung
Folgende Regeln können zur Berechnung von Residuen von komplexwertigen Funktionen {\displaystyle f,g} im Punkt {\displaystyle a\in \mathbb {C} } in der Praxis verwendet werden:
- Das Residuum ist {\displaystyle \mathbb {C} }-linear, d. h. für {\displaystyle \lambda ,\mu \in \mathbb {C} } gilt: {\displaystyle \operatorname {Res} _{a}\left(\lambda f+\mu g\right)=\lambda \operatorname {Res} _{a}f+\mu \operatorname {Res} _{a}g}
- Hat {\displaystyle f} in {\displaystyle a} eine Polstelle 1. Ordnung, gilt: {\displaystyle \textstyle \operatorname {Res} _{a}f=\lim _{z\rightarrow a}(z-a)f(z)}
- Hat {\displaystyle f} in {\displaystyle a} eine Polstelle 1. Ordnung und ist {\displaystyle g} in {\displaystyle a} holomorph, gilt: {\displaystyle \operatorname {Res} _{a}gf=g(a)\operatorname {Res} _{a}f}
- Hat {\displaystyle f} in {\displaystyle a} eine Nullstelle 1. Ordnung, gilt: {\displaystyle \operatorname {Res} _{a}{\tfrac {1}{f}}={\tfrac {1}{f'(a)}}}
- Hat {\displaystyle f} in {\displaystyle a} eine Nullstelle 1. Ordnung und ist {\displaystyle g} in {\displaystyle a} holomorph, gilt: {\displaystyle \operatorname {Res} _{a}{\tfrac {g}{f}}={\tfrac {g(a)}{f'(a)}}}
- Hat {\displaystyle f} in {\displaystyle a} eine Polstelle {\displaystyle n}-ter Ordnung, gilt: {\displaystyle \textstyle \operatorname {Res} _{a}f={\tfrac {1}{\left(n-1\right)!}}\lim _{z\rightarrow a}{\frac {\partial ^{n-1}}{\partial z^{n-1}}}[(z-a)^{n}f(z)]}
- Hat {\displaystyle f} in {\displaystyle a} eine Nullstelle {\displaystyle n}-ter Ordnung, gilt: {\displaystyle \operatorname {Res} _{a}{\tfrac {f'}{f}}=n}.
- Hat {\displaystyle f} in {\displaystyle a} eine Nullstelle {\displaystyle n}-ter Ordnung und ist g in {\displaystyle a} holomorph, gilt: {\displaystyle \operatorname {Res} _{a}g{\tfrac {f'}{f}}=g(a)n}.
- Hat {\displaystyle f} in {\displaystyle a} eine Polstelle {\displaystyle n}-ter Ordnung, gilt: {\displaystyle \operatorname {Res} _{a}{\tfrac {f'}{f}}=-n}.
- Hat {\displaystyle f} in {\displaystyle a} eine Polstelle {\displaystyle n}-ter Ordnung und ist g in {\displaystyle a} holomorph, gilt: {\displaystyle \operatorname {Res} _{a}g{\tfrac {f'}{f}}=-g(a)n}.
- Sei {\displaystyle f} in einem zur reellen Achse symmetrischen Gebiet {\displaystyle G}, d. h. {\displaystyle z\in G\Rightarrow {\overline {z}}\in G}, holomorph bis auf isolierte Singularitäten. Weiterhin gelte {\displaystyle f(G\cap \mathbb {R} )\subset \mathbb {R} }. Dies ist nach dem schwarzschen Spiegelungsprinzip und dem Identitätssatz äquivalent zu {\displaystyle f({\overline {z}})={\overline {f(z)}}}. Es gilt sodann {\displaystyle \operatorname {Res} _{\overline {a}}f={\overline {\operatorname {Res} _{a}f}}}.[1]
- Ist das Residuum am Punkt {\displaystyle \infty } zu berechnen, so gilt {\displaystyle \operatorname {Res} _{\infty }f=\operatorname {Res} _{0}\left(-{\tfrac {1}{z^{2}}}f({\tfrac {1}{z}})\right)}. Denn mit {\displaystyle w={\tfrac {1}{z}}} gilt {\displaystyle f(w)\mathrm {d} w=f({\tfrac {1}{z}})\mathrm {d} {\tfrac {1}{z}}=-{\tfrac {1}{z^{2}}}f({\tfrac {1}{z}})\mathrm {d} z}

Die Regeln über die logarithmische Ableitung {\displaystyle {\tfrac {f'}{f}}} sind in Verbindung mit dem Residuensatz auch von theoretischem Interesse.

## Beispiele
- Wie bereits erwähnt, ist {\displaystyle \operatorname {Res} _{a}f=0}, wenn {\displaystyle f} auf einer offenen Umgebung von {\displaystyle a} holomorph ist.
- Ist {\displaystyle f(z)={\tfrac {1}{z}}}, so hat {\displaystyle f} in {\displaystyle 0} einen Pol 1. Ordnung, und es ist {\displaystyle \operatorname {Res} _{0}f=1}.
- {\displaystyle \operatorname {Res} _{1}{\tfrac {z}{z^{2}-1}}={\tfrac {1}{2}}}, wie man sofort mit der Linearität und der Regel von der logarithmischen Ableitung sieht, denn {\displaystyle z\mapsto z^{2}-1} hat in {\displaystyle 1} eine Nullstelle 1. Ordnung.
- Die fortgesetzte Gammafunktion hat in {\displaystyle -n} für {\displaystyle n\in \mathbb {N} _{0}} Pole 1. Ordnung, und das Residuum dort ist {\displaystyle \operatorname {Res} _{-n}\Gamma ={\tfrac {(-1)^{n}}{n!}}}.

## Algebraische Sichtweise
Es seien {\displaystyle K} ein Körper und {\displaystyle X} eine zusammenhängende reguläre eigentliche Kurve über {\displaystyle K}. Dann gibt es zu jedem abgeschlossenen Punkt {\displaystyle x\in X} eine kanonische Abbildung
{\displaystyle \operatorname {res} _{x}\colon \Omega _{K(X)/K}\to K,}
die jeder meromorphen Differentialform ihr Residuum in {\displaystyle x} zuordnet.
Ist {\displaystyle x} ein {\displaystyle K}-rationaler Punkt und {\displaystyle t} eine lokale Uniformisierende, so kann die Residuenabbildung wie folgt explizit angegeben werden: Ist {\displaystyle \omega } eine meromorphe Differentialform und {\displaystyle \omega =f\,\mathrm {d} t} eine lokale Darstellung, und ist
{\displaystyle f=\sum _{k=-N}^{\infty }a_{k}t^{k}}
die Laurentreihe von {\displaystyle f}, so gilt
{\displaystyle \operatorname {res} _{x}\omega =a_{-1}.}
Insbesondere stimmt das algebraische Residuum im Fall {\displaystyle K=\mathbb {C} } mit dem funktionentheoretischen überein.
Das Analogon des Residuensatzes ist richtig: Für jede meromorphe Differentialform {\displaystyle \omega } ist die Summe der Residuen null:
{\displaystyle \sum _{x\in X}\operatorname {res} _{x}\omega =0.}